# Куккаусйоки
Куккаусйоки — река в России, протекает по Суоярвскому району Карелии. Река впадает в озеро Хауталампи, из которого вытекает река Айттойоки. Длина реки составляет 33 км, площадь водосборного бассейна 516 км².
Высота истока — 183,1 м над уровнем моря.

## Данные водного реестра
По данным государственного водного реестра России относится к Балтийскому бассейновому округу, водохозяйственный участок реки — Шуя, речной подбассейн реки — Свирь (включая реки бассейна Онежского озера). Относится к речному бассейну реки Нева (включая бассейны рек Онежского и Ладожского озера).
Код объекта в государственном водном реестре — 01040100112102000014110.